# Coupe intercontinentale de cricket
La Coupe intercontinentale de cricket, en anglais ICC Intercontinental Cup, est une compétition internationale de cricket organisée par l'International Cricket Council (ICC). Créée en 2004, elle est réservée aux équipes nationales masculines qui ne sont pas habilitées à disputer des test-matchs. Ses rencontres, d'une durée de plusieurs jours, sont classées comme « first-class ». L'Irlande, qui a gagné le trophée pour la quatrième fois en 2013, est la sélection qui a remporté le plus de titre, quatre. L'Écosse et l'Afghanistan sont les deux autres pays à compter la Coupe intercontinentale à leur palmarès. La compétition disparaît en 2017.

## Histoire
La première édition de la Coupe intercontinentale a lieu en 2004. Douze équipes y participent. Elles sont réparties en quatre poules continentales, et la meilleure équipe de chaque groupe se qualifie pour les demi-finales.  La compétition s'étale sur sept mois et se conclut par les demi-finales et la finale jouées au Sharjah Cricket Association Stadium, aux Émirats arabes unis. L'Écosse remporte le trophée face au Canada.

## Statut des matchs
Ne participent pas à la compétition les dix nations « membres de plein droit » de l'International Cricket Council, dont les équipes nationales jouent des matchs de plusieurs jours classés « test-matchs ». Les rencontres de la Coupe intercontinentales n'entrent donc pas dans cette catégorie, mais dans une autre plus large, puisqu'elle sont qualifiées de « first-class ». Cette catégorie regroupe des matchs où chaque équipe batte dans deux manches et englobe notamment les test-matchs et certaines compétitions nationales.

## Palmarès
| Édition   | Équipes | Vainqueur       | Finaliste   |
| --------- | ------- | --------------- | ----------- |
| 2004      | 12      | Écosse          | Canada      |
| 2005      | 12      | Irlande         | Kenya       |
| 2006-2007 | 8       | Irlande (2)     | Canada      |
| 2007-2008 | 8       | Irlande (3)     | Namibie     |
| 2009-2010 | 7       | Afghanistan     | Écosse      |
| 2011-2013 | 8       | Irlande (4)     | Afghanistan |
| 2015-2017 | 8       | Afghanistan (2) | Irlande     |

## Équipes
| Équipe                    | 2004 | 2005 | 2006-07 | 2007-08 | 2009-10 | 2011-13 | 2015-17 |
| ------------------------- | ---- | ---- | ------- | ------- | ------- | ------- | ------- |
| Afghanistan               | NC   | NC   | NC      | NC      | 1       | 2       | 1       |
| Bermudes                  | 1T   | DF   | 1T      | 8       | 11      | NC      | NC      |
| Canada                    | 2    | 1T   | 2       | 7       | 7       | 6       | NC      |
| Écosse                    | 1    | 1T   | 1T      | 4       | 2       | 3       | 6       |
| Émirats arabes unis       | DF   | DF   | 1T      | 6       | NC      | 4       | 5       |
| États-Unis                | 1T   | NC   | NC      | NC      | NC      | NC      | NC      |
| Hong Kong                 | NC   | 1T   | NC      | NC      | NC      | NC      | 4       |
| Îles Caïmans              | NC   | 1T   | NC      | NC      | NC      | NC      | NC      |
| Irlande                   | 1T   | 1    | 1       | 1       | 4       | 1       | 2       |
| Kenya                     | DF   | 2    | 1T      | 3       | 5       | 7       | NC      |
| Malaisie                  | 1T   | NC   | NC      | NC      | NC      | NC      | NC      |
| Namibie                   | 1T   | 1T   | 1T      | 2       | NC      | 5       | 8       |
| Népal                     | 1T   | 1T   | NC      | NC      | NC      | NC      | NC      |
| Ouganda                   | 1T   | 1T   | NC      | NC      | 10      | NC      | NC      |
| Papouasie-Nouvelle-Guinée | NC   | NC   | NC      | NC      | NC      | NC      | 7       |
| Pays-Bas                  | 1T   | 1T   | 1T      | 5       | 6       | 8       | 3       |
| Zimbabwe XI               | NC   | NC   | NC      | NC      | 3       | NC      | NC      |